# Stenomacrus hilaris
Stenomacrus hilaris är en stekelart som först beskrevs av Holmgren 1883.  Stenomacrus hilaris ingår i släktet Stenomacrus och familjen brokparasitsteklar. Inga underarter finns listade i Catalogue of Life.